# Faux Jour
Pour l’article ayant un titre homophone, voir Faujour.
Faux jour est un roman d'Henri Troyat publié en 1935 chez Plon.
Troyat a reçu le prix du Roman Populiste pour cette œuvre.

## Résumé
Le récit commence par le souvenir radieux d'un soir de Noël de la première enfance de Jean. Jean perd sa mère à 8 ans. Son père le confie alors à sa tante et part pendant 5 ans en Amérique où il dilapidera sa part d'héritage. Jean s'ennuie pendant toutes ces années, confiné dans la touffeur d'une vie bourgeoise sans imprévus, uniquement préoccupée de la satisfaction des besoins alimentaires. Il rêve au retour de son père. Ce dernier reviendra mais pratiquement ruiné.  Il essaiera en vain de récupérer de l'argent de l'héritage de sa belle-sœur pour entreprendre la fabrication artisanale de yaourts dont il ne vendra, péniblement, que quelques pots. Il se lance alors dans une série de projets commerciaux et même intellectuels parfois grandioses censés lui rapporter fortune et considération. Mais il ne termine jamais ce qu'il commence, il n'est qu'un faiseur, un fainéant, très ignorant des domaines dans lesquels il se lance autant qu'un être de personnalité très narcissique. Les dettes s'accumulent puis la déchéance sociale. Il meurt d'un œdème pulmonaire dans une chambre d'hôtel moins d'un an après son retour, laissant Jean seul, démuni et déscolarisé à 14 ans.

## Adaptation
- Faux Jour, téléfilm d'Albert Riéra, 1965[2].